# Casa Tollen
La casa Tollen (grafia alternativa e omofona: Tollein) è un edificio medievale restaurato, parte integrante del patrimonio storico di Aosta, oggi adibito a deposito del museo regionale.

## Descrizione
La casa Tollen è costruita sulle mura di Aosta, a fianco dell'Hôtel de la Monnaie e dal lato opposto delle mura rispetto alla tour Fromage, in particolare sui resti del bastione presente tra la Porta Praetoria e la torre dei Balivi.
La casa presenta ancora i piedritti del portale d'accesso, risalenti al secolo XVI, e due finestre ad arco trilobato. Un'iscrizione latina è tuttora leggibile : Deus in adiutorium.

## Storia
La casa deve il suo nome alla famiglia Tollen (Tollein) o Tollegno, originaria dell'omonimo paese del biellese e giunta ad Aosta nel 1440; capostipite della famiglia è il notaio Martin Tollen.
Nel 1571 i Tollen acquistarono la signoria di Brissogne. All'inizio del XVII se ne perdono le tracce, a seguito della dissipazione del patrimonio familiare da parte degli eredi.
Tra il 1549 e il 1590 è indicata come sede della zecca del ducato di Aosta, ma André Zanotto riporta come più verosimile collocazione il vicino Hôtel de la Monnaie, un edificio a sud della casa Tollen che conserva una porta ad arco ogivale.